# Divadlo Sklep
Divadlo Sklep je jedno z pražských divadel, které bylo založeno v roce 1971 Davidem Vávrou a Milanem Šteindlerem. V současné době sídlí v divadle Dobeška v Praze 4 v Braníku.

## Historie

### Vznik spolku
Název divadla Sklep pochází ze skutečného sklepního prostoru domku babičky Davida Vávry, který zde soubor založil (pod původním jménem Kobil klub) se svým čtrnáctiletým spolužákem Milanem Šteindlerem v roce 1971. Texty z této doby, rané básně a krátké scénky, byly o pár let později použity v jednotlivých představeních pořadu Besídka. V první polovině 70. let tyto texty představovali pouze svým kamarádům. Původně soukromá aktivita zakládající dvojice a několika dalších přátel začínala ve druhé polovině 70. let přerůstat ve veřejná vystoupení. Vůbec první se odehrálo v Branickém loutkovém divadle Zvoneček, kde působil otec člena souboru Tomáše Vorla, další v klubu ZV ROH Tesla Karlín, restauraci U Jaurisů v Michli, strahovském studentském klubu a mnohých dalších.
Kolem roku 1978 se začíná utvářet jádro souboru – krom Vávry a Šteindlera ještě přibyl Jiří Burda, Tomáš Vorel, František Váša, Eva Holubová a Tomáš Hanák. Eva Holubová se k souboru přidala po přijímacích zkouškách na DAMU, kdy jí Tomáš Hanák nabídl roli ve hře Podivuhodný cestopis, kterou za pomoci Vávry a Šteindlera předvedl poprvé přímo před profesory DAMU. Upoutali pozornost ohromným množstvím rekvizit, které si nesli s sebou, ovšem po „krupobití“, při němž házeli kroupy i po porotě, byli od přijímacích zkoušek vyhozeni.[zdroj⁠?!]

### V divadle Dobeška

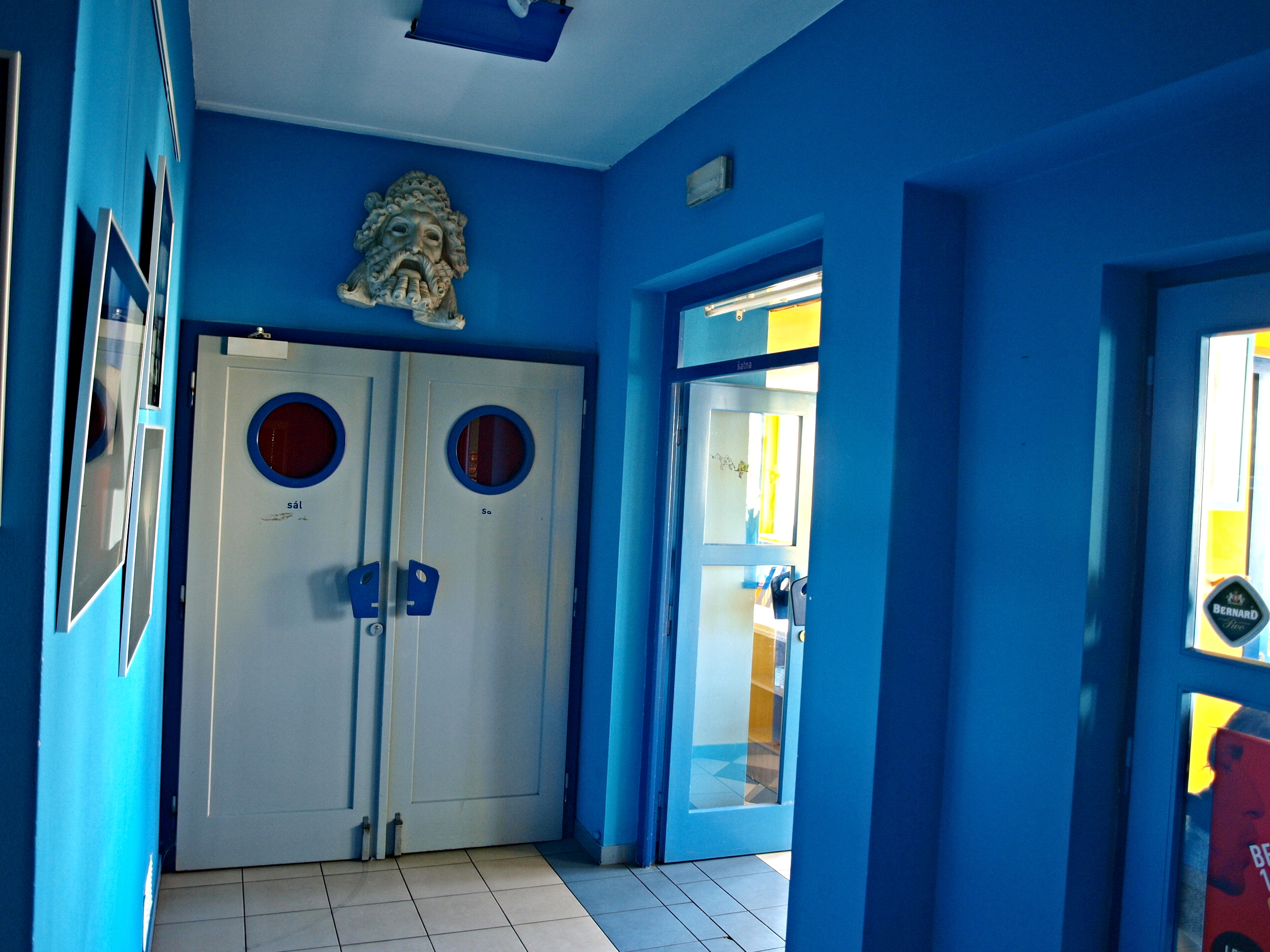
Interiér divadla Dobeška

Od roku 1980 vystupuje soubor v kulturním domě Dobeška, který se stal jeho domovskou scénou na další dlouhá léta. Krom toho soubor hostoval na různých významnějších pražských místech jako Malostranská beseda, Futurum nebo Branické divadlo pantomimy a také mimo Prahu – například v Písku, Plzni a Brně. Také se započala rozvíjet spolupráce Vávry a Vorla se spolkem Mimóza a Recitační skupinou Vpřed.
V té době začala spolupráce s dalšími pražskými divadly. Divadlo Sklep bylo hlavním tahounem skupiny Pražská pětka, dále tvořené divadly Mimóza, Vpřed, Kolotoč a Křeč, která představovala nejvýraznější generační hnutí 70. a 80. let 20. století a přinesla oživení tehdejší divadelní scény. Všechny spolky propojoval osobní, životní, filosofický a estetický názor. Ze společných projektů lze jmenovat divadelní karneval Maskáč v hotelu Tichý, divadelní bál ve vysočanském Lidovém domě anebo Mimotočskřed chmelový aneb bludiště v Juniorklubu Na Chmelnici. Činnost Pražské pětky pronikla i do televizní oblasti, když v roce 1988 režíroval Tomáš Vorel film Pražská 5, ve kterém divadlo Sklep připravilo pátou část nazvanou Na brigádě. Film spolu s dalšími televizními scénkami a písničkovými klipy přinesl souboru další příznivce.
Sklep byl z divadel Pražské pětky nejen nejstarší, ale také nejpočetnější i nejvytrvalejší: bez větších přestávek hraje dodnes. Dobrým příkladem je tradiční sklepovská Besídka, každoročně uváděné pásmo scének, skečů, písní a tanců, čerpající z nasazení interpretů a jejich svérázného smyslu pro humor. Jistý posun během let, po která se Besídka hraje, lze spatřit v jazykové zásobě; tvůrci představení si už nevystačí pouze s češtinou, pro své záměry využívají celou škálu jazyků, zkomolenin a neologismů.

### Po listopadu 1989
Po revoluci v listopadu 1989, jejíhož dění se řada členů souboru aktivně účastnila, připravil Sklep dvě úspěšné, mnohokrát reprízované inscenace, s nimiž objížděl celou republiku: Mlýny a Tajů plný ostrov. Inscenace Mlýny vychází ze hry Václava Havla a Karla Bryndy Život před sebou, pojatá je však s dávkou humoru a nadsázky. Tajů plný ostrov zas oživuje legendy dětství, jako třeba Rychlé šípy.
Kolem nebo uvnitř souboru vznikalo během celého vývoje spoustu drobnějších projektů, například umělecká skupina Tvrdohlaví, B. S. P. – bavíme se po práci, časopis Raut, vysílání radia Limonádový Joe anebo exhibicionistické duo Thomas + Ruhller. Díky osobnostem z oblasti výtvarného umění, především díky Aleši Najbrtovi, se divadlu dostalo patřičného vizuálního stylu.

## Současní členové
- David Vávra – architekt
- Tomáš Hanák – herec a moderátor
- Milan Šteindler – režisér a scenárista
- Jiří Fero Burda
- Robert Nebřenský – herec a hudebník
- Jana Hanáková
- Tereza Kučerová
- Marta Marinová
- Hana Navarová
- Lenka Andelová
- Hana Pafková
- Bára Trojanová
- Lenka Vychodilová
- Roman Fojtíček
- David Noll
- Jiří Podzimek
- Vladimír Vytiska
- Václav Marhoul – režisér a manažer
- Jiří Macháček – herec a zpěvák
- Monika Načeva – zpěvačka a šansoniérka
- Aleš Najbrt
- František Skála
- Líba Drdáková
- Jan Slovák
- Jan Winter
- Jiří Vacek
- Zdeněk Marek
- Petr Koutecký
- Ondřej Trojan – režisér a producent
- František Váša – animátor, loutkář

## Další významné osobnosti
- Jaroslav Róna – malíř a sochař
- Eva Holubová – herečka
- Ivana Chýlková – herečka
- Magdalena Reifová – herečka, moderátorka